# Tis, Iran
Tis este un oraș din Iran.